# Bactrocera terminaliae
Bactrocera terminaliae är en tvåvingeart som beskrevs av Drew 1989. Bactrocera terminaliae ingår i släktet Bactrocera och familjen borrflugor. Inga underarter finns listade.